# UFC 47
UFC 47: It's On! é um evento de artes marciais mistas promovido pelo Ultimate Fighting Championship, ocorrido em 2 de abril de 2004 no Mandalay Bay Events Center em Paradise, Nevada.
O evento contou com a tão aguardada luta entre Tito Ortiz e Chuck Liddell.